# Dundasite
La dundasite è un minerale appartenente al gruppo della dresserite.